# Spádik
Spádik – szczyt na Słowacji, znajdujący się w grani głównej Magury Spiskiej, tuż po południowej stronie Przełęczy Magurskiej (949 m). Ma wysokość 1088 m. W południowo-wschodnim kierunku, do Kotliny Popradzkiej odbiega od niego grzbiet zakończony wzniesieniem Vojnianska hora. Grzbiet ten przecina szosa biegnąca od Spiskiej Starej Wsi przez Przełęcz Magurską do Białej Spiskiej. 
Przez  Spádik prowadzi niebieski szlak turystyczny. Szczyt i zbocza są zalesione, ale w czasie wielkiego huraganu w 2004 r. duża część lasu została powalona. Odcinek od Spádika do wierzchołka Smreczyny prowadzi granią niemal całkowicie przez wichurę ogołoconą z lasu (szczególnie stoki południowe). Przez dłuższy czas wiatrołomy stanowiły wielką przeszkodę dla turystów, zarówno fizyczną, jak i orientacyjną. Później wyznakowano trasę na nowo. W wyniku wiatrołomów z trasy tej roztaczają się szerokie widoki.

## Szlaki turystyczne
– głównym grzbietem biegnie szlak turystyki pieszej i rowerowej, odcinek z Średnicy w Zdziarze do Przełęczy Magurskiej. Czas przejścia 6.15 h, ↓ 6.30 h

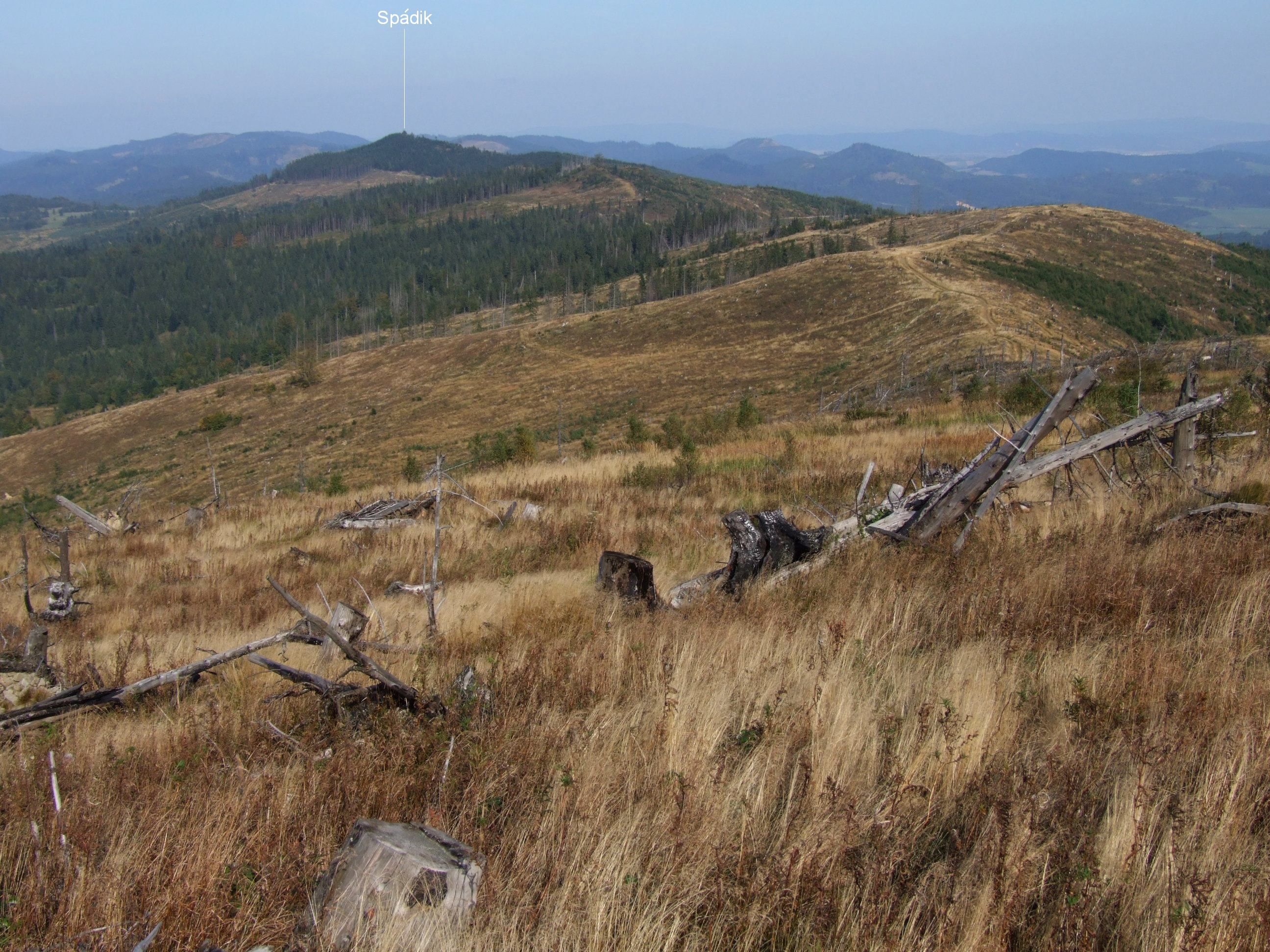
Ogołocony przez wichurę z drzew odcinek grani po zachodniej stronie Spádika